# Blang Kuta Dua Meunasah
Blang Kuta Dua Meunasah is een bestuurslaag in het regentschap Bireuen van de provincie Atjeh, Indonesië. Blang Kuta Dua Meunasah telt 1066 inwoners (volkstelling 2010).